# Città di Forio (monocarena)
Il Città di Forio è un monocarena appartenente alla compagnia di navigazione italiana Alilauro.

## Servizio
Varato nel 1987 nel cantiere navale Fairey Marinteknik Shipbuilders di Singapore con il nome di Discovery Bay 12 e consegnato nel giugno dello stesso anno alla Discovery Bay Transportation Services, prende servizio nei collegamenti tra Hong Kong e l'isola di Lantau.
Il 17 marzo 1993 si arena nella baia di Yi Pak. 

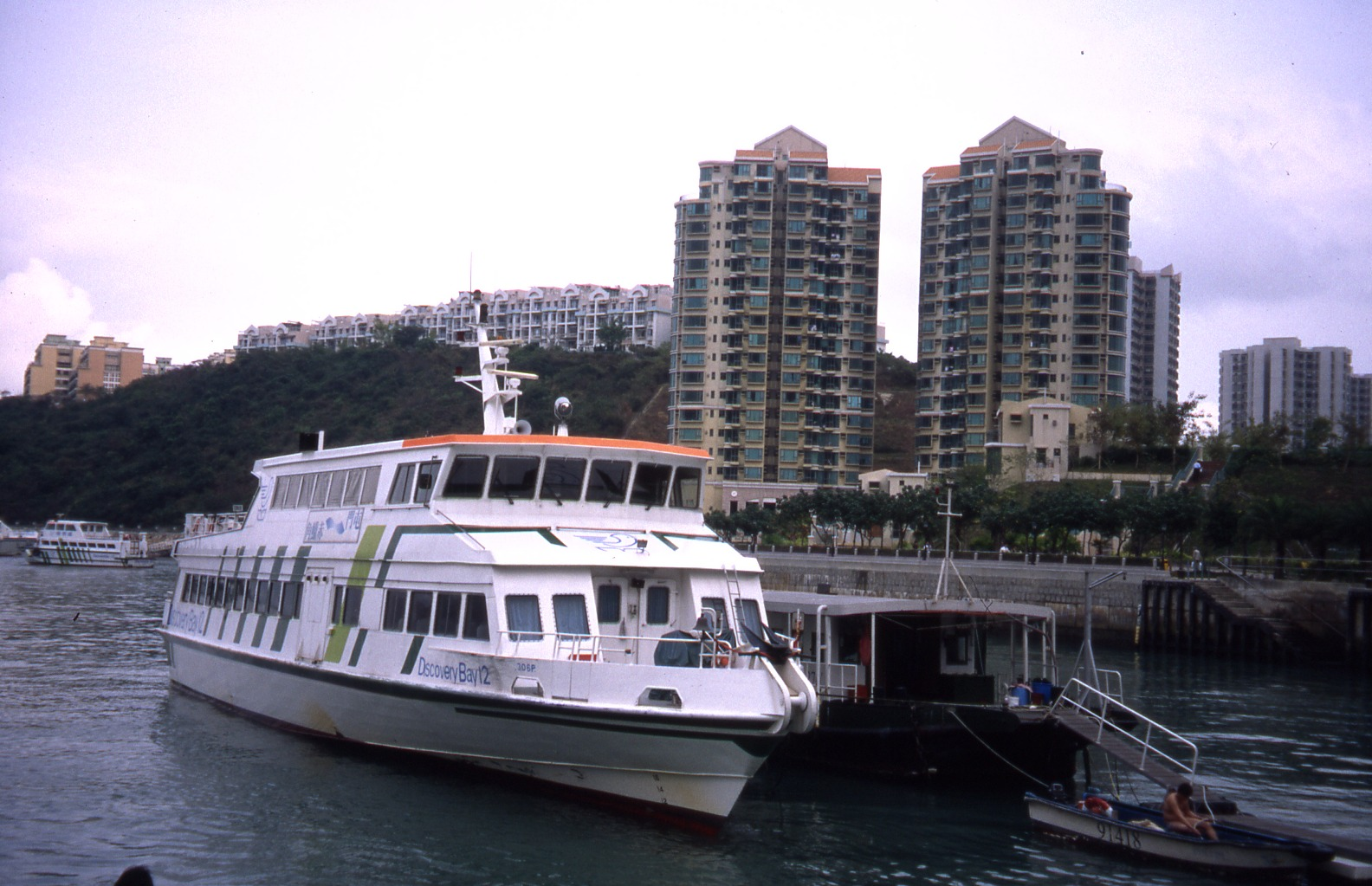
Il Discovery Bay 12 ormeggiato all'isola di Lantau nel 1999.

Nel 2003 viene venduto all'italiana Alilauro e, ribattezzato Città di Forio, prende servizio nei collegamenti tra Napoli, Ischia, Sorrento, Forio e Capri, dove opera tutt'oggi.
Il 2 agosto 2022 è entrato in collisione con il molo San Vincenzo all'imboccatura del porto di Napoli, per cause sconosciute, riportando gravi danni allo scafo. Nell'incidente rimangono feriti 28 passeggeri.